# Allomogurnda papua
Allomogurnda papua är en fiskart som beskrevs av Allen 2003. Allomogurnda papua ingår i släktet Allomogurnda och familjen Eleotridae. Inga underarter finns listade i Catalogue of Life.